# عبد الله بن علي ثقفان
عبد الله بن علي ثقفان (ولد 1368هـ/ 1948 م) أديب سعودي وأستاذ جامعي، متخصِّص في الأدب الأندلسي.

## ولادته وتعليمه
ولد عبد الله بن علي ثقفان في بلاد بني بشر في منطقة عسير عام 1368هـ/ 1948م. حصل على الشهادة الجامعية في اللغة العربية من كلية التربية قسم اللغة العربية بجامعة الملك سعود. وعلى الماجستير في الأدب العربي تخصص أدب أندلسي من قسم اللغة العربية وآدابها في الجامعة نفسها. وعلى الدكتوراه من جامعة الإمام محمد بن سعود الإسلامية سنة 1409 هـ/1989م. 
وحصل على العديد من الدبلومات الخاصة بالصِّحافة واللغات.

## عمله ووظائفه
- يشغل منصب أستاذ الدراسات الأندلسية والدراسات العليا في كلية اللغة العربية بجامعة الإمام محمد بن سعود الإسلامية في الرياض.
- باحث متخصص في الأدب الأندلسي، وأستاذ جامعي.
- بعد تخرجه في عام 1393 هـ/1973م عمل معلماً للغة العربية في منطقة عسير التعليمية بوزارة المعارف ثم تحول إلى معيد في قسم اللغة العربية بكلية الآداب بجامعة الرياض الملك سعود حالياً، وبعد حصوله على الماجستير
- عمل محاضراً في الجامعة نفسها، ثم بعد أن حصل على شهادة الدكتوراه نقل خدماته إلى جامعة الإمام محمد بن سعود الإسلامية أستاذاً مساعداً بفرع الجامعة في الجنوب
- شغل منصب وكيل قسم الأدب والبلاغة والنقد في كلية اللغة العربية فرع أبها في خلال المدة من 1412-1413 هـ/1992-1993م ثم مرشداً أكاديمياً
- نُقل إلى كلية اللغة العربية في مركز الجامعة الرئيسي في الرياض وقد عمل رئيساً على قسم الأدب حتى أن حصل على الأستاذية من قسم الأدب في الكلية نفسها
- رأس العديد من اللجان، وكان عضواً في لجانٍ أخرى
- ناقش العديد من الرسائل الجامعية داخل الجامعة وخارجها
- حكم الكثير من المقالات والبحوث لمجلات علمية محكمة، كما حكم عدداً من بحوث الترقية داخل البلاد وخارجها
- أشرف على الحركة الثقافية في شهر بمجلة الفيصل الصادرة في الرياض لمدة أحد عشر عاماً متتالية ما بين 1398-1409 هـ/1978-1989م
- عمل مستشاراً ثقافياً غير متفرغ لمجلة الحرس الوطني لمدة سنتين ما بين 1415-1417 هـ، و1995-1997م، كما عمل مستشاراً غير متفرغ للمجلة العربية، ولا يزال يعمل ضمن هيئة تحرير مجلة دراسات أندلسية الصادرة من تونس
- شارك في العديد من الأبحاث واللقاءات في داخل جامعة الإمام، وفي ندوة عقدتها كلية اللغة العربية بجامعة الإمام حول ظاهرة الضعف اللغوي
- شارك ببحثين: أحدهما بعنوان المذكرات والملخصات وأثرها في الضعف اللغوي لدى الطلاب، وآخر حول الكليات التي تخرج معلمي اللغة العربية: تقويمها واقتراح البديل
- شارك في سلسلة هذه بلادنا التي تصدرها الرئاسة العامة لرعاية الشباب
- له العديد من المشاركات العلمية في البلاد العربية حيث شارك في ندوة الحضارة الإسلامية ودورها في بناء حضارات الآخر المنعقدة في الجزائر 1428 هـ/2007م (الأندلس نموذجاً) ببحث حول الأدب التاريخي في الأندلس
- شارك في ندوة الأندلس: قرون من التقلبات والعطاءات التي عُقدت في رحاب مكتبة الملك عبد العزيز العامة في الرياض ببحث ظاهرة الانتماء في الأدب الأندلسي: أنموذج فريد
- شارك في ملتقى عقدان من الإبداع في الأدب السعودي الذي عُقد في نادي القصيم الأدبي 1422 هـ/2001م ببحث الانتماء في الشعر السعودي
- نشر عدداً من الأبحاث في المجلات العلمية المحكمة مثل: مجلة الأحمدية، ومجلة دراسات أندلسية، وفي مجلات جامعية داخل البلاد وخارجها
- ألف عدداً من الكتب والأبحاث العلمية، منها ما هو مستقل، ومنها ما هو مجموعة من الأبحاث التي جمعها في كتاب.[2][3]

## مؤلفاته
- المجالس الأدبية في الأندلس، نادي أبها الأدبي، 1413 هـ/1993م
- سراة عبيدة. 1993م.
- الشكوى من العلة في أدب الأندلسيين، مكتبة التوبة، الرياض، 1415 هـ/1995م
- الانتماء في الأدب الأندلسي – نموذج فريد، مكتبة التوبة، الرياض، 1415هـ/1995م
- الأدب الأندلسي بين حقيقته ومحاولة اغتياله، مؤسسة اليمامة، كتاب الرياض، 1415هـ/1995م
- بحوث ودراسات أندلسية، كتاب الرياض، 1418 هـ/1998م
- المقومات الفنية في القصيدة الأندلسية خلال القرنين الرابع والخامس الهجريين، مكتبة الملك عبد العزيز العامة، 1423 هـ/2003م
- ديوان أدب السلوك – لعبد المنعم الجلياني – دراسة وتحقيقاً، مكتبة التوبة، الرياض، 1417 هـ/1997م
- الأدب التأريخي في الأندلس (جزءان)، مكتبة التوبة، الرياض، 1418هـ/1998م
- أبو عمر بن حربون (من شعراء الأدب التاريخي في الأندلس)، 1427 هـ/2007م
- عبد المنعم الجلباني (حياته وشعره) 1426 هـ/2006م
- الأدب الموريسكي (قراءة في المتاح) 1427هـ/2007م[4]
- الرمز في الفكر الأندلسي: رؤية ذاتية محاولة لاستنطاق بعض النصوص، 2020م.[5]

## وصلات خارجية
- ثقفان يطلق سراح أدب الأندلس.